# Strictly 4 My N.I.G.G.A.Z.
Strictly 4 My N.I.G.G.A.Z... је други студијски албум америчког репера Тупака Шакура , објављен 16. фебруара 1993. у издањима Interscope Records и TNT Recordings, а у дистрибуцији Atlantic Records.
N.I.G.G.A. у наслову је бекроним „Never Ignorant in Getting Goals Accomplished“. На албуму гостују групе Live Squad, Тупаков полубрат Wycked (касније познат као "Mopreme", касније члан Тупакових група Thug Life и the Outlawz), Ice-T, Ice Cube, Treach, Apache, Poppi, Deadly Threat, R&B певач Dave Hollister и Digital Underground.
Слично његовом дебију, 2Pacalypse Now, албум садржи много песама које наглашавају политичке и друштвене ставове Тупака. Оригинални албум ће бити назван "Troublesome 21" и објављен у септембру 1992. године, али је одбачен јер га је  Time Warner одбио. Многе од ових песама су још увек остале необјављене док су „Keep Ya Head Up“, „I Get Around“, „Strictly 4 My N.I.G.G.A.Z.“, „The Streetz R Deathrow“ и „Souljah's Revenge“ коришћене за нову листу песама.
Дебитујући на 24. месту на Билборду 200, овај албум је доживео више комерцијалног успеха од свог претходника, а постоје и многе приметне разлике у продукцији. Док је Тупаков први први покушај укључивао више андерграунд или инди реп оријентисан звук, овај албум се сматрао његовим продором. Из њега су се појавили хитови "Keep Ya Head Up" и "I Get Around". Од 2011. године, Strictly 4 My N.I.G.G.A.Z...  је продао 1.639.584 јединица у Сједињеним Државама. У знак сећања на своју двадесет пету годишњицу, објављена је на дуплом винилу 16. фебруара 2018.

## Комерцијални учинак
Strictly 4 My N.I.G.G.A.Z. дебитовао је на 24. месту америчке Билборд 200 и на четвртом месту америчких најбољих Р&Б/Хип-Хоп албума, продавши 38.000 примерака у првој недељи. 19. априла 1995. албум је добио платинасти сертификат од стране Америчког удружења издавачке индустрије (РИАА) за продају од преко милион примерака у Сједињеним Државама. Од септембра 2011, албум је продат у 1.639.584 копија у Сједињеним Државама.

## Критички пријем
Strictly 4 My N.I.G.G.A.Z... добио је генерално позитивне критике од критичара. Melody Maker је албум назвао "авантуром у живот на улицама Америке", испорученом кроз репове који "капају знојем хардкор фанка". The Source је рекао: „Комбинација црначке политичке мисли из 60-их и урбане стварности из 90-их, Тупак се не плаши да изнесе своје мишљење... [уравнотежујући] гангстерске тенденције уличног живота са проницљивим открићима”. "Strictly 4 My N.I.G.G.A.Z...," написао је Иан Мекен у Q, „пронашао је Тупака којег славе Холивуд и Ice Cube који више није утицај већ гост. Горки, удаљенији, нуди легендарних 5 Deadly Venomz, Keep Ya Head Up и, злокобно , Something 2 Die 4, на песми га Тупакова мама упозорава да ако не може да нађе нешто за шта би могао да живи, требало би да пронађе нешто за шта је вредно умрети.

У мање ентузијастичној рецензији за Los Angeles Times, Џонатан Голд је сматрао да је продукција завршена, а репове Тупака као „неку врсту забаве“, али га је сматрао „надареним мимиком без уочљивог сопственог стила“ и „не нарочито дубоким мислиоцем". Роберт Кристгау је издвојио "Keep Ya Head Up" као једину достојну нумеру на плочи.
| Професионални рејтинг             | Професионални рејтинг |
| Резултати                         | Резултати             |
| Извор                             | Рејтинг               |
| --------------------------------- | --------------------- |
| AllMusic                          | [ 13 ]                |
| Los Angeles Times                 | [ 11 ]                |
| The New Rolling Stone Album Guide | [ 14 ]                |
| Q                                 | [ 10 ]                |
| The Source                        | 3.5/5                 |
| Tom Hull – on the Web             | B                     |

## Списак песама
Копродуцент на свим песмама је Тупак Шакур.
| №               | Назив                                                                 | Продуценти               | Трајање |  |
| 1.              | Holler If Ya Hear Me                                                  | Stretch                  | 4:38    |  |
| 2.              | Pac's Theme (Interlude)                                               | The Underground Railroad | 1:56    |  |
| 3.              | Point the Finga                                                       | Big D the Impossible     | 4:25    |  |
| 4.              | "Something 2 Die 4 (Interlude)"                                       | Big D the Impossible     | 2:43    |  |
| 5.              | "Last Wordz" (са Ice Cube и Ice-T)                                    | Bobcat                   | 3:36    |  |
| 6.              | "Souljah's Revenge"                                                   | Bobcat                   | 3:16    |  |
| 7.              | "Peep Game" (са Deadly Threat)                                        | Bobcat                   | 4:28    |  |
| 8.              | Strugglin' (са Live Squad)                                            | Live Squad               | 3:33    |  |
| 9.              | Guess Who's Back                                                      | Special EdAkshun         | 3:06    |  |
| 10.             | Representin' 93                                                       | Truman Jefferson         | 3:34    |  |
| 11.             | Keep Ya Head Up                                                       | DJ Daryl                 | 4:22    |  |
| 12.             | Strictly 4 My N.I.G.G.A.Z...                                          | Laylaw                   | 5:55    |  |
| 13.             | The Streetz R Deathrow                                                | Stretch                  | 3:26    |  |
| 14.             | I Get Around (са Digital Underground)                                 | D-Flow Production Squad  | 4:19    |  |
| 15.             | Papa'z Song (са Wycked од W.A.T.M.)                                   | Big D the Impossible     | 5:25    |  |
| 16.             | 5 Deadly Venomz (са Treach од Naughty by Nature, Apache и Live Squad) | Stretch                  | 5:13    |  |
| Укупно трајање: | Укупно трајање:                                                       | Укупно трајање:          | 63:55   |  |

### Продужена верзија
| №   | Назив                                                                        | Продуцент               | Трајање |  |
| 17. | Holler If Ya Hear Me (New York Stretch Mix)                                  | Stretch                 | 3:46    |  |
| 18. | Keep Ya Head Up (Madukey Remix)                                              | Moe Doe & Lea Reis      | 4:18    |  |
| 19. | I Get Around (Remix) (са Digital Underground)                                | D-Flow Production Squad | 6:04    |  |
| 20. | Papa'z Song (Vibe Tribe Remix) (са Wycked)                                   | Big D The Impossible    | 5:16    |  |
| 21. | Flex                                                                         | Stretch                 | 4:16    |  |
| 22. | Let's Get It On (са Heavy D, The Notorious B.I.G., Grand Puba & Spunk Bigga) | DJ Eddie F & Willy Gunz | 4:05    |  |

Белешке
- "Holler If Ya Hear Me" укључује вокал Live Squad
- "Keep Ya Head Up" укључује вокале Дејва Холистера кредитованог као "The Black Angel"
- Позадински вокали на "Strictly 4 My N.I.G.G.A.Z..." изводе Pacific Heights
- Чланови Digital Underground присутни на "I Get Around" су Money-B и Shock G

## Семплови
| Holler If Ya Hear Me - "Atomic Dog" од George Clinton - "Do It Any Way You Wanna" by The People's Choice - "Get Off Your Ass and Jam" од Funkadelic - "Rebel Without a Pause" од Public Enemy - "So Fine" од Howard Johnson Pac's Theme (Interlude) - "Tennessee" од Arrested Development - "Snatch It Back and Hold It" од Junior Wells' Chicago Blues Band - "Bouncy Lady" од Pleasure - "Another Nigga in the Morgue" од The Geto Boys Point the Finga - "Bop Gun (Endangered Species)" од Parliament - "Warm It Up" од Kris Kross - "One Man Band (Plays All Alone)" од Monk Higgins и the Specialities - "Gota Let Your Nuts Hang" од The Geto Boys Something 2 Die 4 (Interlude) - "(Don't Worry) If There's a Hell Below, We're All Going to Go" од Curtis Mayfield - "Impeach the President" од The Honey Drippers Last Wordz - "Better Off Dead" од "The Nigga Ya Love to Hate" од Ice Cube - "I Gotta Say What Up!!!" од Ice Cube - "Dog'n the Wax" од Ice-T - "Holy Ghost" од The Bar-Kays - "Flash Light" од Parliament - "The Grunt" од The J.B.'s - "Blind Alley" од The Emotions - "Tha Lunatic" од 2Pac Souljah's Revenge - "Sing a Simple Song" од Sly and the Family Stone - "The Payback" од James Brown - "Hallelujah, I Love Her So" од Ray Charles - "Soulja's Story" од 2Pac Peep Game - "Sing a Simple Song" од Sly и the Family Stone - "Caught, Can We Get a Witness?" од Public Enemy - "Bring the Noise" од Public Enemy - "Synthetic Substitution" од Melvin Bliss - "Don't Change Your Love" од The Five Stairsteps - "UFO" од ESG - "Planet Rock" од Afrika Bambaataa и Soulsonic Force - "Heartbeat" од Taana Gardner - "Think (About It)" од Lyn Collins - "Funky President (People It's Bad)" од James Brown - "JD's Gafflin' (Part 2)" од Ice Cube - "Our Most Requested Record (Long Version)" од Ice-T - "Different Strokes" од Syl Johnson - "Mind BlowinШаблон:' " од The D.O.C. - "Anarquia" од Ronnie Von - "If My Homie Calls" од 2Pac | Strugglin' - "Ashley's Roachclip" од The Soul Searchers - "Paid in Full" од Eric B. & Rakim - "I'm Gonna Get You" by Sir John Quarterman & Free Soul Guess Who's Back - "Looking Out My Window" од Tom Jones - "Ironside" од Quincy Jones - "I'm Special Ed" од Special Ed Representin' 93 - "Diary of a Madman" од Scarface - "The Payback" од James Brown - "This One's for You" од Joe Public - "Get Up (I Feel Like Being a) Sex Machine" од James Brown - "Funky President (People It's Bad)" од James Brown - "Theme From The Planets" од Dexter Wansel Keep Ya Head Up - "Be Alright" од Zapp - "O-o-h Child" одThe Five Stairsteps Strictly 4 My N.I.G.G.A.Z... - "Miss Broadway" од Belle Epoque - "UFO" од ESG - "Good Old Music" од Funkadelic The Streetz R Deathrow - "You're the One I Need" од Barry White - "Synthetic Substitution" од Melvin Bliss - "Us" од Ice Cube I Get Around - "Computer Love" од Zapp - "I Can Make You Dance" од Zapp - "The Ladder" од Prince and the Revolution - "Impeach the President" од The Honey Drippers - "Step in the Arena" од Gang Starr - "New York, New York" од Grandmaster Flash and the Furious Five Papa'z Song - "Soul Shadows" од The Crusaders и Bill Withers - "Fool Yourself" од Little Feat 5 Deadly Venomz - "The Chokin' Kind" од Joe Simon - "Roots and Culture" од Shabba Ranks |